# Nikolaus Basellius

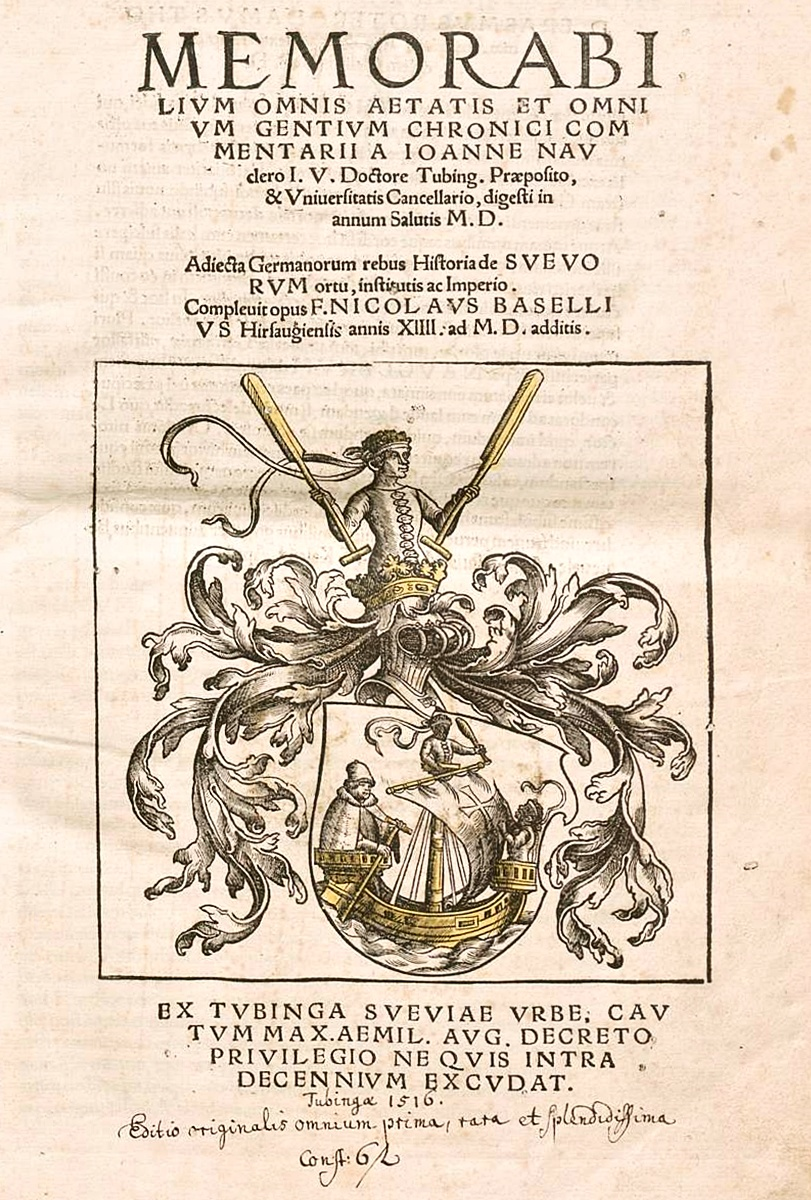
Titelblatt der von Nikolaus Basellius 1516 publizierten Weltchronik des Johannes Nauclerus

Nikolaus Basellius, auch Baselius (* um 1470 in Dürkheim; † um 1532), war Benediktiner, Schriftsteller und Chronist.

## Leben und Wirken
Basellius stammte aus dem pfälzischen Dürkheim und trat in den Benediktinerorden ein. Der Hirsauer Abt Blasius Scheltrup sandte ihn nach Sponheim, zu Johannes Trithemius, um dort Griechisch und Latein zu lernen. Dann studierte er an der Universität Tübingen und war ein Schüler von Johannes Reuchlin. Von 1496 bis 1529 ist er als Mönch, Schreiber und Bibliothekar im Kloster Hirsau nachgewiesen, 1511 und 1512 als Prior in der Hirsauer Filiale Schönrain am Main. 1524–1527 war Nikolaus Basellius Inhaber der Marienpfarrei Ditzingen.
Der Benediktiner verfasste bzw. publizierte verschiedene Schriften. Sein bekanntestes Werk ist die Fortsetzung der unveröffentlichten Weltchronik des Tübinger Universitätsrektors Johannes Nauclerus († 1510), von 1501 bis 1515. Nikolaus Basellius redigierte die von ihm fortgesetzte Chronik und veröffentlichte sie 1516 als Gesamtwerk. Johannes Reuchlin schrieb das Vorwort. Auch an der Hirsauer Chronik von Johannes Trithemius hatte Basellius entscheidenden Anteil. Er pflegte Kontakte zu Konrad Pellikan, Erasmus von Rotterdam, Mutianus Rufus, Willibald Pirckheimer, Philipp Melanchthon und dem Speyerer Buchdrucker Peter Drach. Der Historiker Felix Heinzer bezeichnet ihn als „eine zentrale Gestalt der Spätblüte Hirsaus“.